# Librairie antisémite
Die Librairie antisémite (frz.; „Antisemitische Buchhandlung“) in Paris war, wie ihr Name besagt, eine antisemitische Buchhandlung mit einem angeschlossenen Verlag. Sie befand sich in der Rue Vivienne Nr. 45.

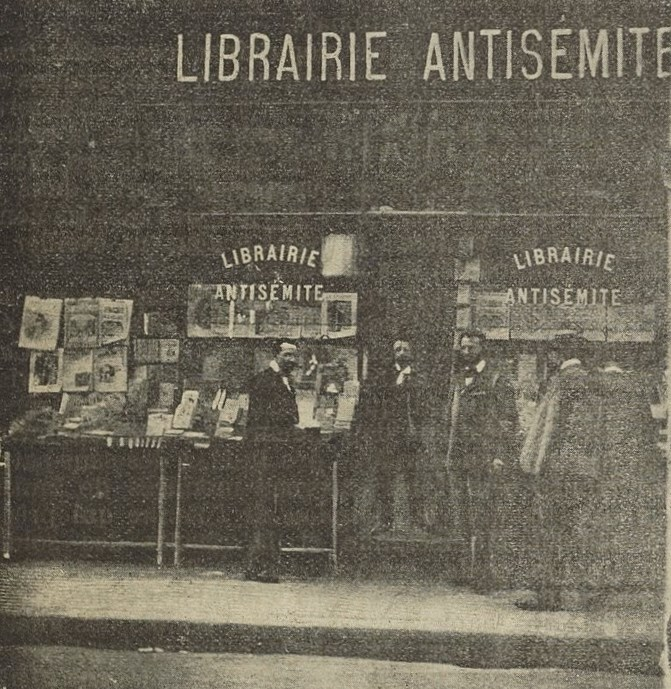
La Librairie antisémite (45, rue Vivienne, Paris)

## Geschichte
Der Verlag war im späten 19. bis ins frühe 20. Jahrhundert aktiv. Der Direktor war Charles Devos (1864–1931), der administrateur des 1892 gegründeten antisemitischen Blattes La Libre Parole von Édouard Drumont (1844–1917) der Jahre von 1895 bis 1916. 
Zu den Publikationen des Verlages gehören verschiedenste krude Schriften, darunter der antisemitische Essay De l'origine sémitique des Anglais von dem französischen Nationalisten Raoul Bergot über den (angeblichen) semitischen (jüdischen) Ursprung, den der Verfasser inmitten der Dreyfus-Affäre schrieb, einem politischen Skandal, der Frankreich von seinem Beginn im Jahr 1894 bis zu seiner endgültigen Beilegung im Jahr 1906 spaltete, eine Affäre, die oft als modernes und universelles Symbol für Ungerechtigkeit und unverhohlenen Antisemitismus angesehen wird. Auch Le monopole universitaire: qu'est-ce que vaut la marchandise au point de vue technique?  von Jules Séverin beispielsweise ist in dem Verlag erschienen, eine Publikation gegen die (vorgebliche) jüdische, protestantische und freimaurerische Allianz zur Monopolisierung der katholischen (französischen) Universitäten, zur Übernahme der katholischen Länder und deren Streben nach Weltherrschaft. Der Publikation vorangestellt ist ein Brief des Journalisten Édouard Drumont, dem Gründer von La Libre Parole (anti-dreyfusardisch, nationalistisch und antisemitisch) und Gründer der Ligue nationale anti-sémitique de France und ein weiterer Brief von Ernest Renauld (1869–1939), dem katholischen Essayisten, der für seinen Antiprotestantismus bekannt ist.

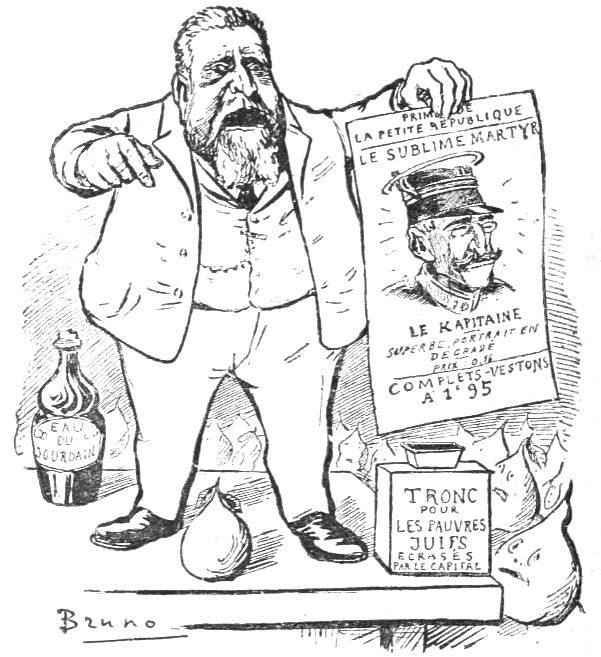
Jaurès und Dreyfus (anti-dreyfusardische Karikatur)

Dem Autor Jean-Yves Mollier zufolge verkaufte die Librairie antisémite Bücher wie Les Juifs contre la France und Nos maîtres, La Tyrannie maçonnique von Édouard Drumont sowie Les Gouvernants contre la nation von Albert Monniot: „la propagande par les livres bascula dans l’autre camp“.
Der Journalist André de Boisandré (1859–1910) beispielsweise war der Autor zahlreicher von der Librairie antisémite veröffentlichten Broschüren, darunter Petit catéchisme antijuif (1899) und Napoléon antisémite (1900). Im Jahr 1903 erschienen dort auch die beiden Bände Petites études sociales (L'État-major socialiste, Millerand, Jaurès et cie und Socialistes et juifs, la nouvelle Internationale), worin er die Dreyfusarden-Sozialisten Jean Jaurès und Alexandre Millerand angreift, denen er vorwirft, sie hätten sich „in den Dienst des internationalen Judentums“ gestellt.

## Publikationen (Auswahl)
- A. Tilloy (Jean Anselme Tilloy): Le Péril judéo-maçonnique, le mal, le remède... 1897
- Gaston Méry: Loubet-la-Honte, I: Son caractère, ses débuts, sa fortune. 1899
- Gaston Méry: Loubet-la-Honte, II: Les conventions scélérates, le Panama, Dreyfus.1900.
- Albert Monniot: Les Gouvernants contre la nation. 1900
- Georges Thiébaud: Le Palais de la gabegie, étude à fleur de peau de la situation municipale et des finances de la ville de Paris. Le devoir nationliste à l'hôtel de ville. 1900
- Raphaël Viau: Le Manuscrit de Moïse-Isidore-Abraham Lévy. 1900
- Raphaël Viau:  Oh ! Ces Jéroboam ! 1901
- Raoul Bergot: De l'origine sémitique des Anglais. 1903
- Bruno: Autour Du Cabinet. Les Gens Du "Bloc". 1903
- Almanach de la Libre Parole 1904. 1903
- Docteur Celticus: Les 19 Tares corporelles visibles pour reconnaître le juif. 1903
- Jules Séverin: Le monopole universitaire : qu'est-ce que vaut la marchandise au point de vue technique? Ouvrage précédé d'une lettre d'Édouard Drumont et d'une lettre d'Ernest Renauld. 1905
- Jean-Baptiste Bidegain: Le Grand Orient de France: Sa doctrine et ses actes. 1905
- Albert Monniot: Que faire ? Réponse d'un antisémite. 1904
- Jean-Baptiste Bidegain: Masques et Visages Maçonniques. Documents inédits. 1906
- Comte de Colleville: Les dessous de la séparation.  1906